# Kaisha monogatari: Memories of You
Kaisha monogatari: Memories of You (会社物語 MEMORIES OF YOU?) es el nombre de película drama japonés año 1988, dirigida por Jun Ichikawa.

## Premios y nominaciones
31ª edición de Premios Blue Ribbon
- Ganado: Mejor Actor - Hajime Hana